# Rhynchothorax unicornis
Rhynchothorax unicornis är en havsspindelart som beskrevs av Fage, L. och J.H. Stock 1966. Rhynchothorax unicornis ingår i släktet Rhynchothorax och familjen Rhynchothoracidae. Inga underarter finns listade i Catalogue of Life.